# Liste de religieux chrétiens scientifiques
 (février 2016).
Depuis le début de l'ère chrétienne, des chrétiens engagés ont participé à l'évolution des sciences et des techniques. Parmi eux, certains furent religieux, pasteurs ou chanoines protestants, prêtres anglicans ou catholiques, évêques et même papes. Tous n'ont pas géré la dualité science/foi de la même façon, certains mettant l'un au service de l'autre, d'autre trouvant un équilibre entre les deux, certains encore les dissociant nettement. Quoi qu'il en soit, ces hommes et ces femmes ont contribué au développement des techniques et il s'avère possible, en faisant mémoire d’un nombre représentatif de ceux-ci, d’évoquer les grandes lignes du développement scientifique depuis l’Antiquité jusqu’à nos jours . Cette liste a donc pour vocation de mettre en lumière ces religieux chrétiens qui ont participé à l'avancée des connaissances scientifiques

## Chronologie

### La fin de l'Antiquité et le Haut Moyen Âge (autour de 0 et 1000)
Les persécutions des chrétiens dans l'Empire romain aux premières années du christianisme n'ont pas favorisé la participation des chrétiens à la vie culturelle de la cité. Cependant, à partir de l'an 313, date de l'édit de Milan autorisant le culte chrétien, leur situation change radicalement. Quelques années plus tard, Saint Augustin, écrit dans son traité De Genesi ad Litteram une distinction de principe entre la science théologique et les autres sciences, auxquelles il reconnaît la capacité de rechercher – sinon toujours de trouver – les vérités qui leur sont accessibles. La chute de l'Empire Romain entraîne de lourdes pertes culturelles, notamment du fait des destructions de nombreuses bibliothèques (Carthage, Alexandrie, Pergame, Athènes).
Au début du IXe siècle, Léon le mathématicien remet les sciences à l'honneur dans le monde grec, suivi par le patriarche Photius. Cependant, la transmission du savoir issu de l'Antiquité grecque ne s'est non pas fait par l'intermédiaire des savants issus de l'Empire grec, mais plus par les juifs et les chrétiens de l'extrémité orientale du monde chrétien, qui ont entrepris un grand travail de traduction en langue syriaque. Parmi eux, on compte le prêtre Probus d’Antioche (Ve siècle), le moine Sergius Resh Aïna (? –536), l’évêque de Kenneserin en Syrie Severus Sebokht (? –667), et Giwargis dit évêque des Arabes (v. 640–724). La fin du IXe siècle voit l'expansion de la science arabe qui s'élève rapidement au premier rang mondial. Des prêtres chrétiens, comme Yusuf al-Khuri (en) ont un important rôle dans la traduction.
En Occident, les moines suivant la règle de Saint Benoît ont chaque jour un temps réservé à l'étude et à la copie de manuscrits issus du monde latin. En 789, un synode de l'Église prévoit que chaque évêque établit une école dans sa cité, et en 816, un concile décide d'organiser en chapitres le clergé des églises et précise les mesures à prendre pour assurer dans chaque chapitre le fonctionnement d'une école. Parmi les évêques scientifiques ayant marqué cette période, on peut citer Saint Isidore de Séville pour son ouvrage Etymologiae, Raban Maurus pour ses études consacrées aux maladies et aux médicaments, et enfin Gerbert d'Aurillac, qui devient le pape Sylvestre II, qui ramena d'Espagne les chiffres arabes, l'abaque et l'astrolabe.

### Moyen Âge classique et tardif (autour de 1000 et 1400)
Les principaux scientifiques religieux de ce début de Moyen Âge se sont principalement illustrés pour leurs travaux de traduction en latin des ouvrages scientifiques issus du monde arabe, comme Hermann de Reichenau et Constantin l’Africain, ou encore l’évêque Raimundo qui fonde vers 1140 à Tolède une école de traduction associant juifs, musulmans et chrétiens, où travailla Robert de Chester.
Grâce au travail de traduction et à cet élan d'ouverture, la technologie occidentale prend peu à peu son essor par la maîtrise des inventions venues de différentes origines, et par l'émergence de ses propres techniques. Ainsi, le prêtre bénédictin Theophilus révèle la maîtrise des techniques du vitrail, des pigments et colorants et de la métallurgie dans les ateliers monastiques, sainte Hildegarde de Bingen décrit plus de trois cents plantes, et l'abbé augustin Alexander Neckam écrit la première encyclopédie d'un ouvrage en comprenant cinq.
Au XIIIe siècle, trois encyclopédies majeures voient le jour : la première, Liber de Natura Rerum écrite par le dominicain Thomas de Cantimpré, la seconde De Proprietatibus Rerum écrite par le franciscain Bartholomeaus Anglicus et enfin Speculum Majus du dominicain Vincent de Beauvais font un panorama des sciences du Moyen Âge. Des clercs contribuent aussi à l'essor des premières grandes universités européennes. Parmi eux, saint Albert le Grand qui réalisa des travaux en minéralogie et en botanique. À la même époque, les érudits les plus influents sont l’évêque Robert Grosseteste, Thomas Bradwardine, et Nicolas Oresme pour ses connaissances en géométrie analytique. Jean de Sacrobosco compose un traité d'astronomie qui connaîtra un fort succès, le franciscain polonais Witelo un traité d’optique, le catalan Ramon Llull innove en logique formelle, le franciscain François de Meyronnes envisage une hypothèse héliocentrique.Au XIVe siècle, Jean Buridan conçoit pour la mécanique la notion d’impetus, quantité proportionnelle à la vitesse et la masse d’un corps en mouvement. Le pape Jean XXI est aussi connu pour son ouvrage écrit en 1270 Thesaurus Pauperum, qui répertorie plusieurs conseils de médecine permettant aux plus pauvres de se soigner eux-mêmes. Le chanoine et médecin des papes d'Avignon Gui de Chauliac publie en 1363 un traité répertoriant l'ensemble des connaissances médicales et chirurgicales du XIVe siècle.

### Renaissance (autour de 1400 et 1600)
Nicolas Copernic (1473-1543), chanoine polonais, développe et défend la théorie de l'héliocentrisme selon laquelle ce serait la Terre qui tourne autour du soleil et non l'inverse.

### Période baroque et révolution scientifique (autour de 1600 et 1750)

#### En physiques et en mathématiques
Marin Mersenne (8 septembre 1588 - 1er septembre 1648) est un religieux français de l'ordre des Minimes, érudit, physicien, mathématicien et philosophe. 
C'est le premier physicien à utiliser le pendule pour mesurer l'intensité de la pesanteur. Il conçoit un hygromètre et un télescope à miroir parabolique. Il découvre la loi des tuyaux sonores et des cordes vibrantes, ce qui lui permet de comprendre le rapport entre la hauteur des notes de la gamme musicale et la fréquence (Lois de Mersenne). En 1635 il mesure aussi la vitesse du son.
Jean Picard (21 juillet 1620 - 12 octobre 1682), dit l'abbé Picard (ordonné prêtre en 1650) est considéré comme le fondateur de la géodésie moderne. En effet, il est le premier à mesurer un arc de méridien terrestre de un degré par triangulation. En 1666 il devient l'un des vingt-et-un premiers membres de l'Académie royale des Sciences, peu de temps après sa fondation.

### La révolution industrielle (autour de 1750 et 1900)

#### En sciences de la vie
Johann Gregor Mendel (20 juillet 1822 - 6 janvier 1884), moine catholique au monastère Saint-Thomas de Brno (en Moravie)1 et botaniste germanophone tchèque, est communément reconnu comme le père fondateur de la génétique. Il est à l'origine de ce qui est actuellement appelé les lois de Mendel, qui définissent la manière dont les gènes se transmettent de génération en génération.

### Au vingtième siècle

#### En sciences de la vie
Georges Lemaître, né le 17 juillet 1894 à Charleroi et mort le 20 juin 1966 à Louvain, est un chanoine catholique belge, astronome et physicien, professeur à université catholique de Louvain. Sa « théorie de l'atome primitif », visant à expliquer l'origine de l'univers, constitue le fondement de la théorie du Big Bang.